# 490 f.Kr.
| 490 f.Kr.          |
| ------------------ |
| Dødsfald - Fødsler |
|                    |

## Begivenheder
- Slaget ved Marathon – 15. september; en persisk invasionshær på ca. 15.000 mand besejres af omkring 10.000 græske hoplitter fra hovedsageligt Athen med et mindre kontingent fra Platæa og under anførelse af Miltiades.
- Athene parthenos – tempel dedikeret til gudinden Athene påbegyndes i Athen. (cirka dato)

## Født
- Empedokles – græsk filosof (død ca. 430 f.Kr.).
- Zenon fra Elea – græsk filosof (død ca. 430 f.Kr.).
- Antifon – græsk filosof og sofist (død ca. 411 f.Kr.).

## Død
- Hippias – tyran i Athen
- Kallimakos – Athensk strategos
- Appius Claudius Sabinus Inregillensi – halvlegandariske grundlægger af Claudiusslægten

## Sport
- Satirkeren Luian skriver om Phidippedes der i et stræk løb fra Maraton til Athen for at berette om sejren over perserne, og døde af sine anstrengelser. I sommer-OL 1896 giver det inspiration til Maratonløbet.

- Marathon i dag
- Græsk hoplitfalanks
- Maratonløb, 1896
- Empedokles
- Zenon fra Elea